# Historický park Si Thep
Historický park Si Thep je archeopark v centrálním Thajsku (asi 240 kilometrů severně od Bangkoku), v provincii Phetčabun. Pokrývá starověké město Si Thep osídlené v období od 3. století před naším letopočtem po třinácté století našeho letopočtu - tzn. období od mladší doby železné, přes říši Dváravatí po Angorskou kmérskou říši. Si Thep byl jedním z největších městských států, které existovaly v regionu centrálního Thajska v prvním tisícíletí. Byl však opuštěn v době, kdy se mocenskými centry v povodí řeky Menam-Čao-Praja staly thajsky mluvící Sukhothaj a později Ayutthaya. Od roku 2023 je historický park součástí světového dědictví UNESCO.

## Popis
Při vykopávkách byly odkryty pozůstatky historického zástavby. Ta sestávala ze dvou propojených areálů na ploše přibližně 4,7 km². Západní část byla označována jako „Vnitřní město“ (Mueang Nai). Rozkládá se na ploše asi 1,87 km², má téměř kruhový půdorys o průměru cca 1,5 km. Město bylo obehnáno zdí a vodním příkopem. Historici předpokládají, že ve městě existovalo na 70 malých vodních nádrží. V této části komplexu se nacházejí mimo jiné stavby Prang Si Thep, Prang Song Phi Nong, památník Khao Klang Nai a také asi 45 menších archeologických objektů.
Východně od Vnitřního města bylo na ploše asi 2,83 km² postaveno „Vnější město“ (Mueang Nok). Areál je obdélníkového tvaru se zaoblenými rohy na východní straně. Tato část města byla také opatřena hradbou a příkopem. Byly zde nalezeny pozůstatky přibližně 30 malých vodních nádrží a 54 archeologických objektů. V této části komplexu se nedochovaly žádné stavby. Kvůli drancování a použití stavebních materiálů pro jiné objekty zde zůstaly jen sutiny.
Je evidováno dalších 50 historických míst mimo hlavní zónu Vnitřního i Vnějšího města. Např. na sever od města se nacházejí Khao Klang Nok, Prang Ruesi, skupina Khao Klang Sa Kaew, Sa Kaew a 15 km západně Khao Thamor Rat - vápencová hora, na jejímž úpatí se nachází jeskynní svatosvátek Mahájány.

## Památky
Mezi nejznámější památky mimo jiné patří:
- Prang Si Thep je chrámová stavba se čtvercovým půdorysem, lateritovou základovou platformou vysokou okolo 1 m, cihelnými stěnami a západním průčelím. Naproti stavbě se nachází druhý lateritový základový podstavec, na kterém stávala druhá chrámová věž. Původně se jednalo o hinduistický chrám, kterým byl následně přestavěn na buddhistický.[3]

- Prang Song Phi Nong se skládá z hlavního čtvercového chrámu, jehož architektura byla ovlivněna starověkými Khméry. Základová platforma je vyrobena z lateritu na rozdíl od stěn, které jsou cihelné. Je orientován na západ. V bezprostřední blízkosti se nacházejí základové platformy menších chrámů a dalších budov. Během archeologických vykopávek zde byla nalezena řada artefaktů a objektů - např. sochy bohů, býčků Yoni Nandi, dveřní překlady s rytinami.[4]

- Khao Klang Nai je náboženská buddhistická stavba. Hlavní budova je postavená z lateritu s tmelením. Má obdélníkový půdorys a západní průčelí. Vápencové sochy trpaslíků, květeny a geometrické tvary, které jsou použity k výzdobě základové plošiny, demonstrují odlišnost této ruiny a odlišují se od ostatních ruin kultury Dváravati. Například dekorativní trpasličí sochy jsou nejen s lidskými hlavami, ale také s hlavami zvířat, jako jsou opice, lvi, sloni a voli. Kromě hlavní budovy se zde nacházejí i základové podstavce dalších staveb, jako jsou stúpy, budovy dílen a řada menších budov.

## Fotogalerie

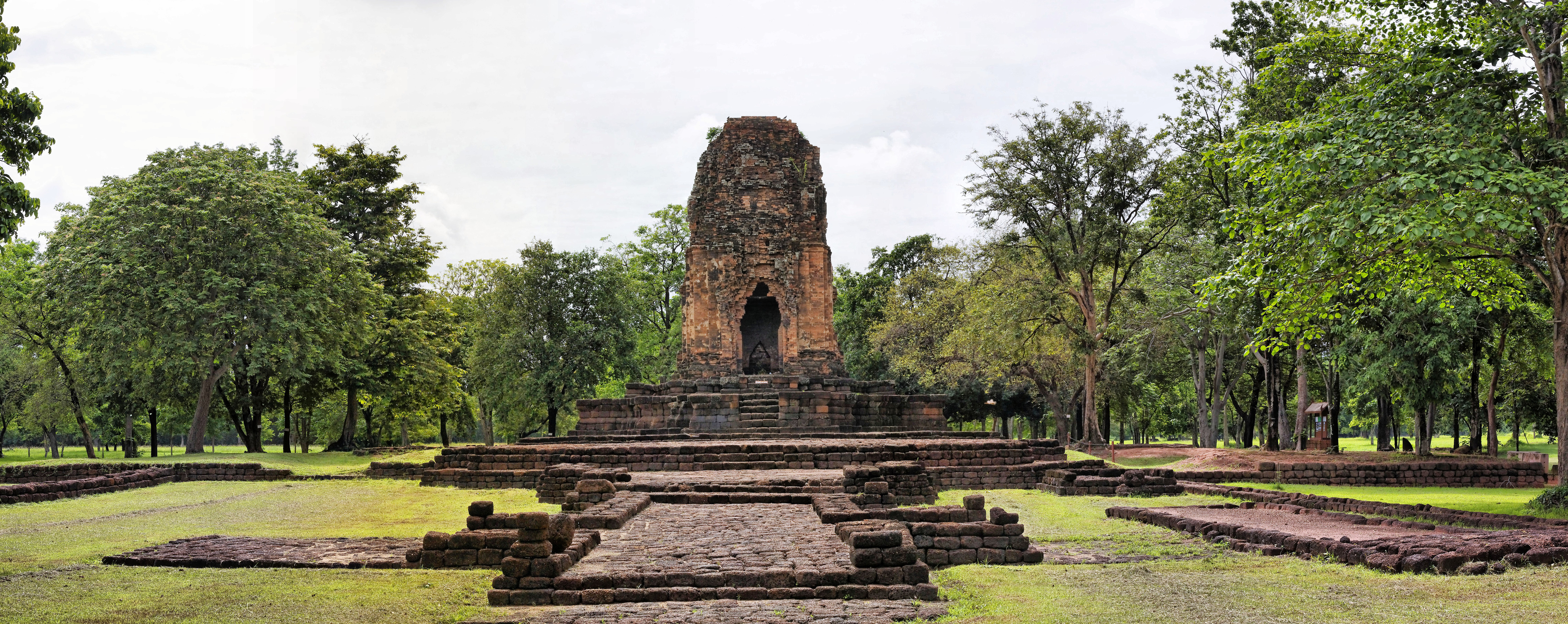
Prang Si Thep
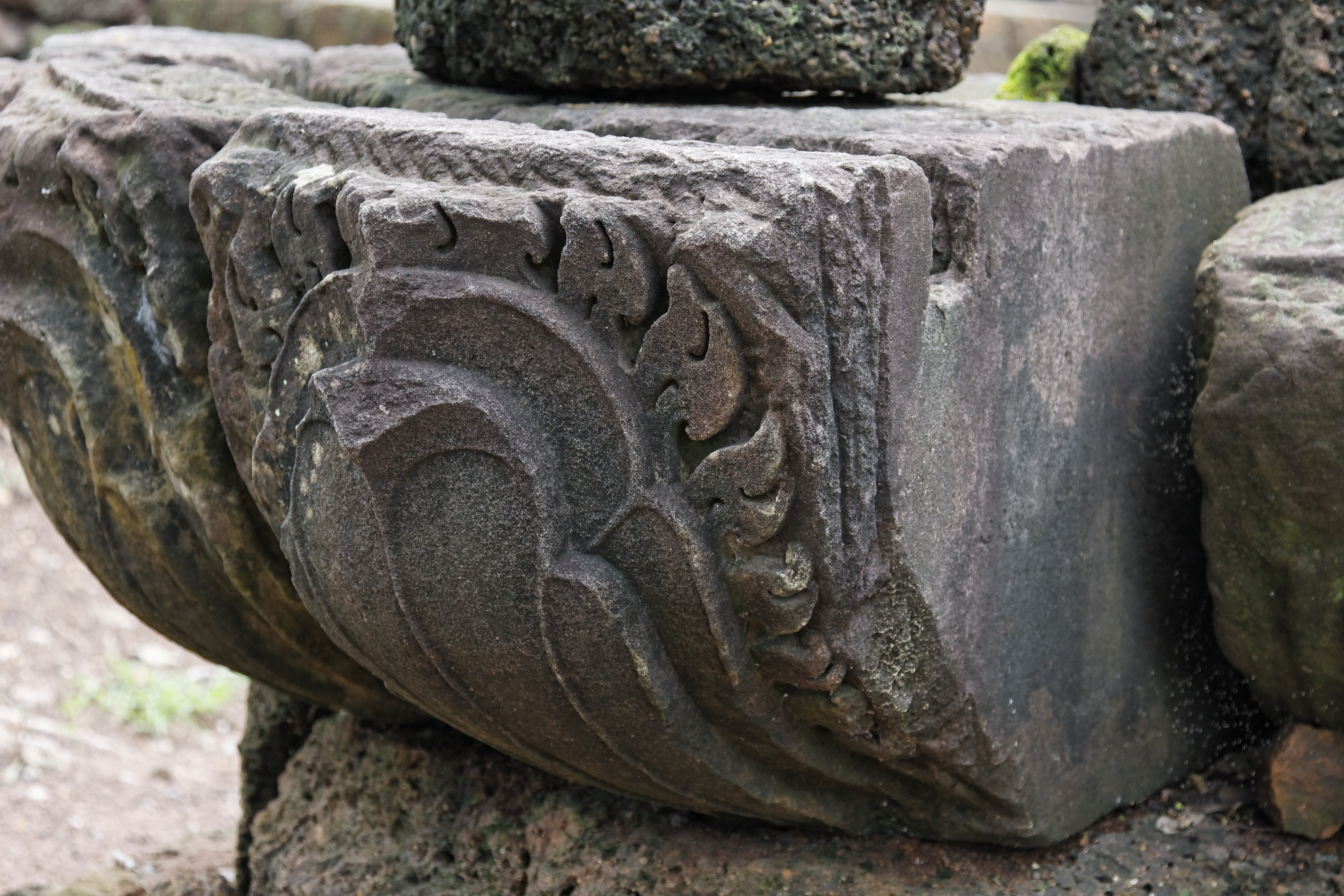
Prang Si Thep
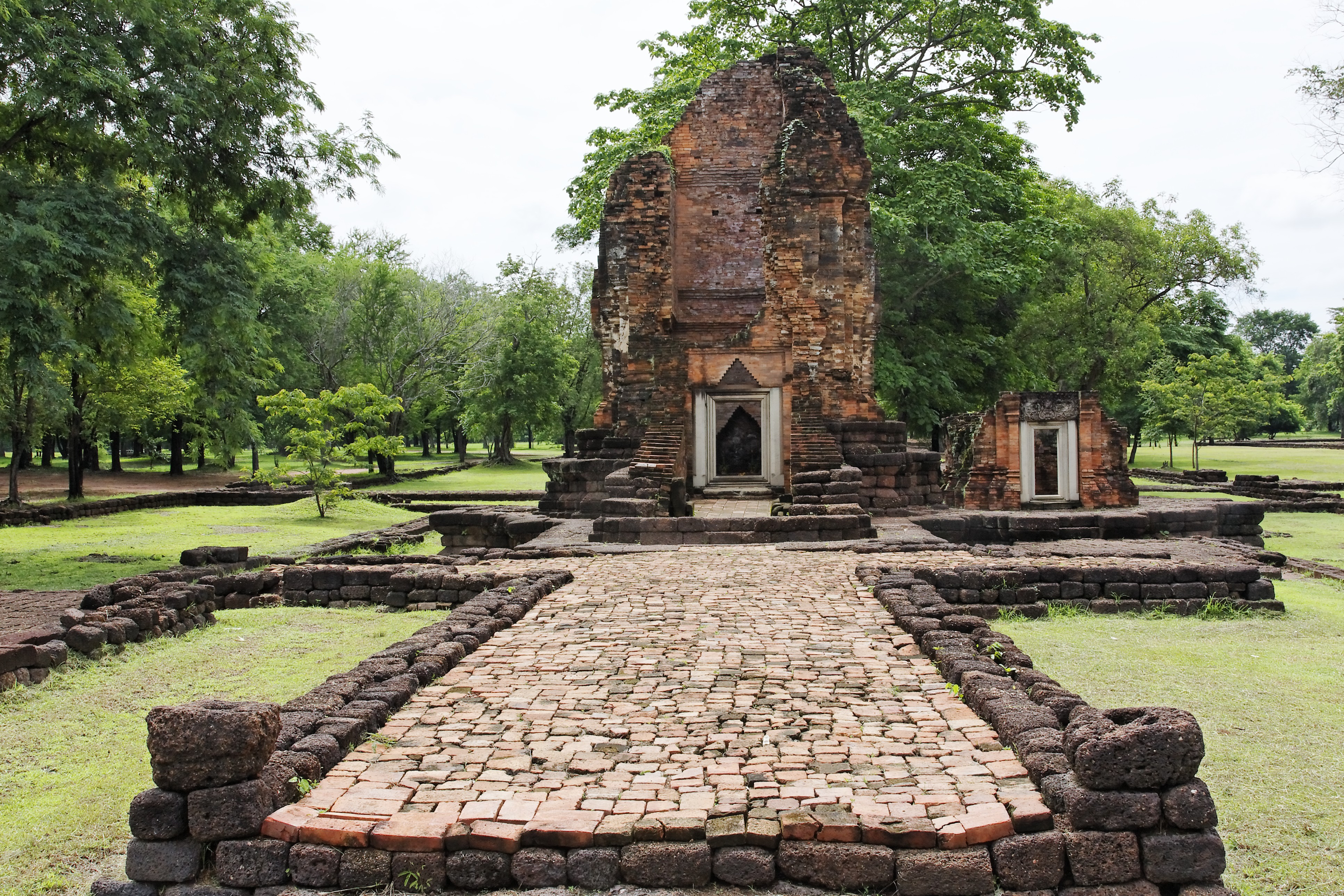
Prang Song Phi Nong
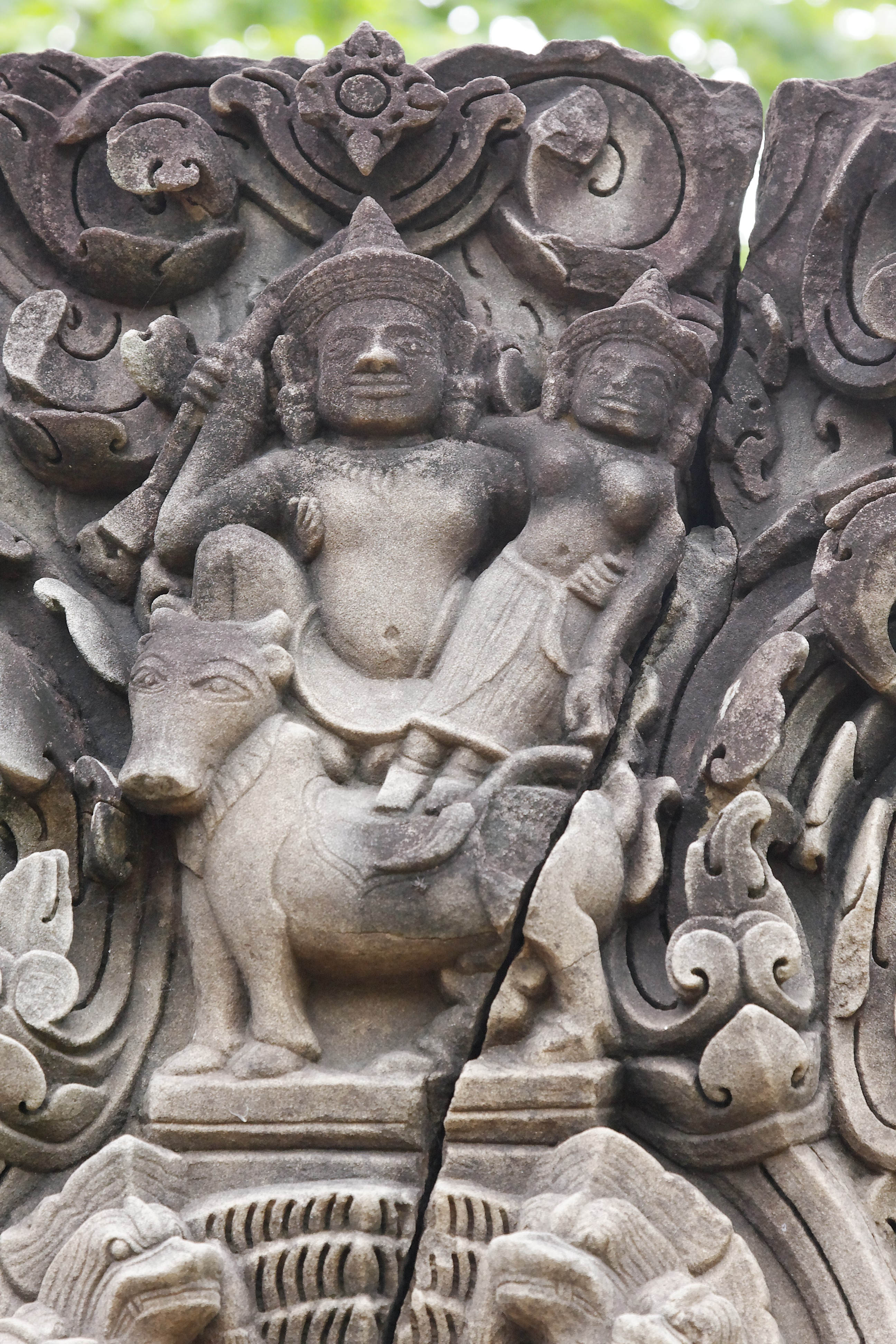
Prang Song Phi Nong
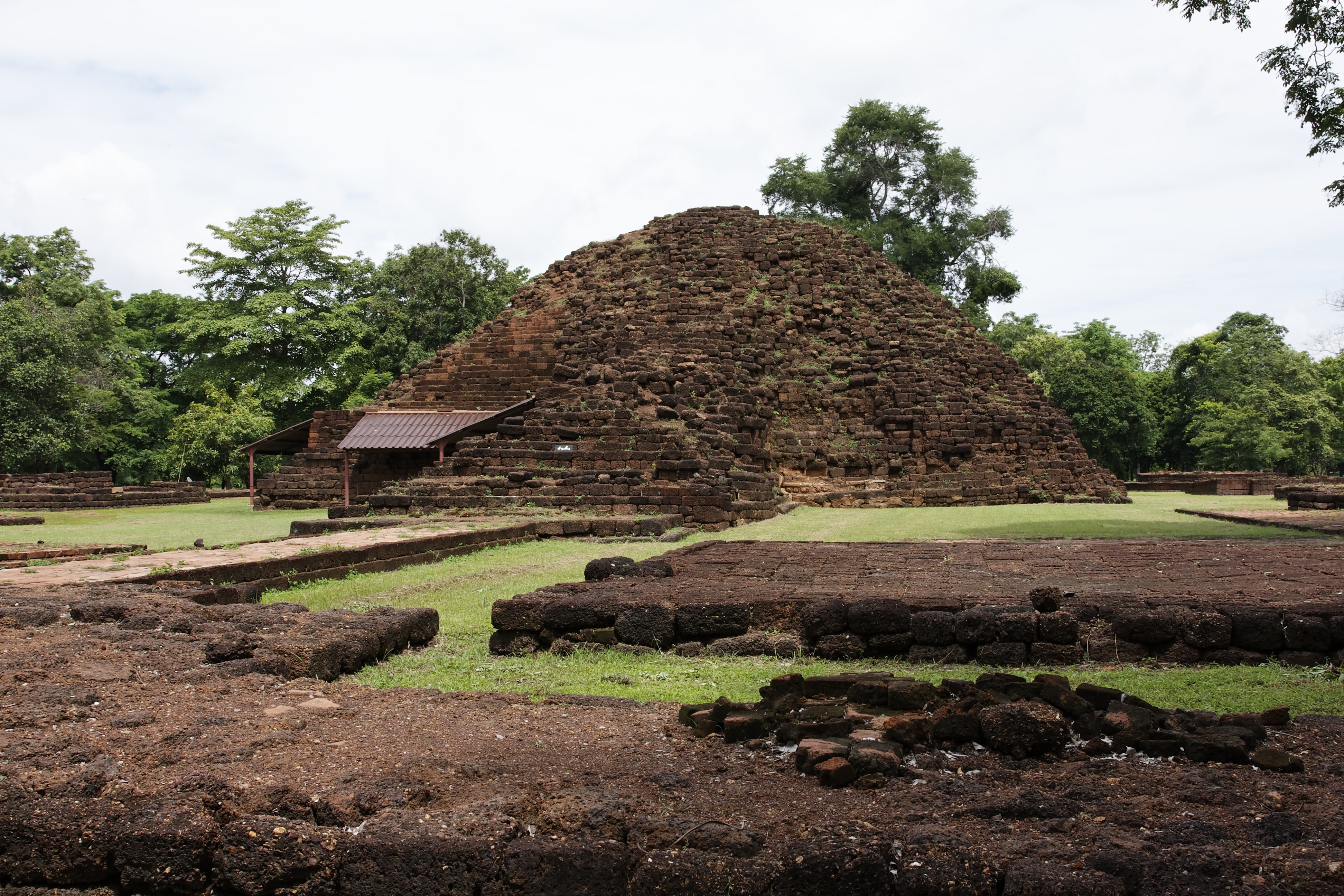
Khao Klang Nai
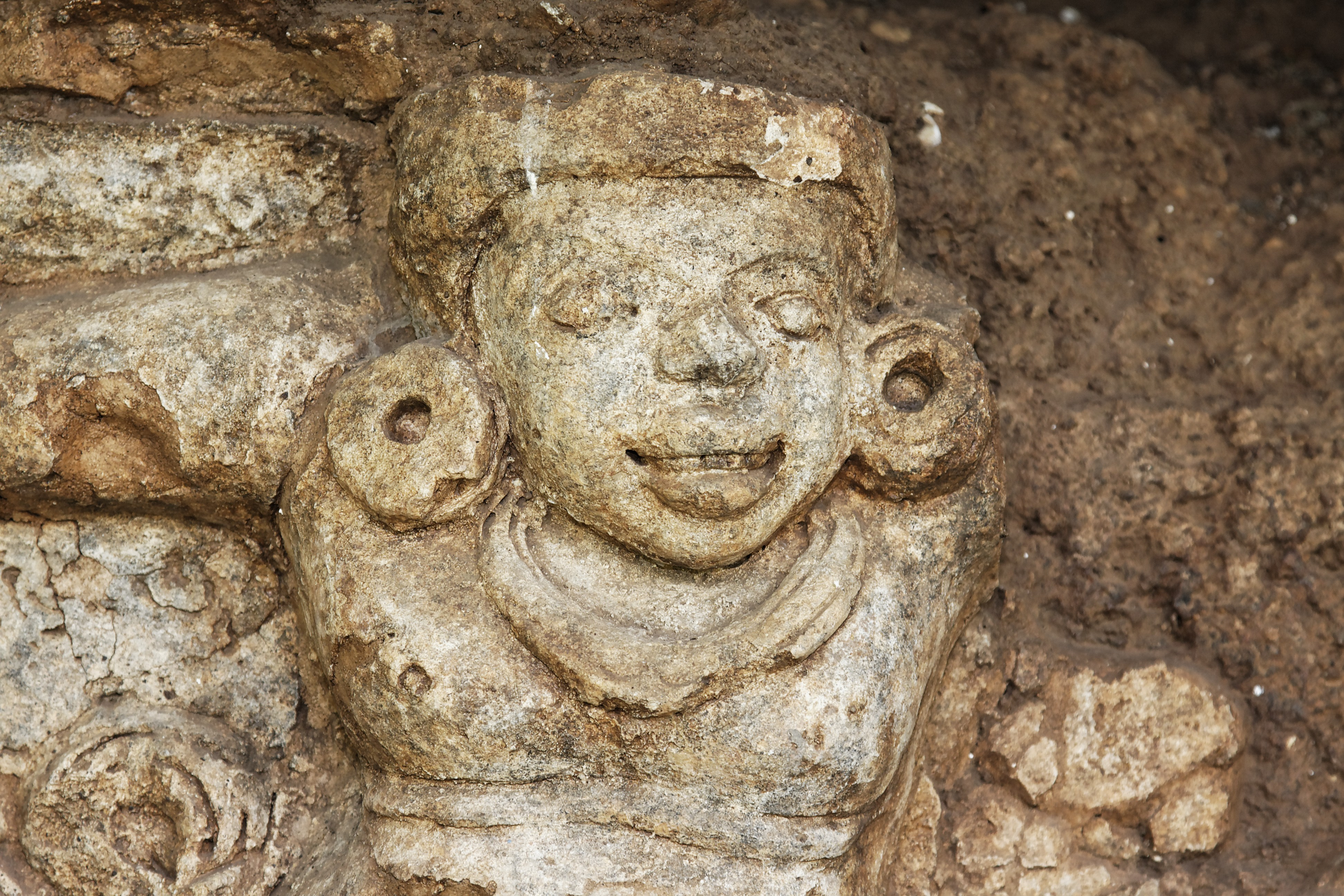
Khao Klang Nai